# 卡西
吉亚斯丁·贾姆希德·麦斯欧德·阿尔-卡西（波斯語：‎，羅馬化：Ghiyās-ud-dīn Jamshīd Kāshānī，全名Ghiyāth al-Dīn Jamshīd Mas'ūd al-Kāshī或al-Kāshānī，1380年—1429年6月22日），生于属帖木儿帝国统治的伊朗中部的卡尚，伊朗天文学家、数学家。
卡西是乌鲁伯格的重要助手，其在数学上的代表作是《算术之钥》（Miftāh al-hisāb），完成于1427年。
1429年6月22日卒于撒馬爾罕。